# Filip Glavaš
Filip Glavaš (født 6. maj 1997 i Rijeka, Kroatien) er en kroatisk håndboldspiller, som spiller for RK Zagreb og Kroatiens herrehåndboldlandshold.
Han har repræsenteret Kroatien ved flere lejligheder, herunder EM i håndbold 2022 i Ungarn/Slovakiet, Sommer-OL 2024 i Paris og VM i håndbold 2025 i Kroatien/Danmark/Norge.